# Murviel-lès-Béziers
Murviel-lès-Béziers este o comună în departamentul Hérault din sudul Franței. În 2009 avea o populație de 2.796 de locuitori.

## Evoluția populației
| An        | 1975  | 1982  | 1990  | 1999  | 2006  | 2009  |
| --------- | ----- | ----- | ----- | ----- | ----- | ----- |
| Populație | 1.871 | 1.949 | 2.264 | 2.392 | 2.639 | 2.796 |